# Ideobisium schusteri
Ideobisium schusteri är en spindeldjursart som beskrevs av Volker Mahnert 1985. Ideobisium schusteri ingår i släktet Ideobisium och familjen spinnklokrypare. Inga underarter finns listade i Catalogue of Life.